# Administración de Parques Nacionales
L'Administración de Parques Nacionales (APN) è un ente pubblico argentino cui sono demandati i compiti di gestione del Sistema Nazionale delle Aree Protette dell'Argentina, della tutela e conservazione della biodiversità nonché del  patrimonio archeologico del Paese.

## Storia
L'ente nacque nel 1934 per effetto della legge federale Nº 12.103/34, con il nome di Dirección de Parques Nacionales, parallelamente all'istituzione del secondo parco del paese, il Parco nazionale Iguazú. Il primo ad essere istituito, il Parque Nacional del Sud, chiamato successivamente Parco nazionale Nahuel Huapi, precedette la fondazione dell'APN di dodici anni. Il Parco fu istituito su una superficie di 7.500 ettari donati all'Argentina nel 1903 da Francisco Pascasio Moreno, nei pressi del lago Nahuel Huapi, nella provincia di Río Negro.
La politica di conservazione stabilì il divieto di taglio degli alberi, il divieto di caccia degli animali selvatici, l'edificazione, l'alterazione dei corsi d'acqua o qualunque altra azione che potesse deturpare le bellezze naturali della regione. L'interesse scientifico, nonostante ci fosse, fu un fatto secondario nelle motivazioni che portarono all'istituzione dei primi pachi naturali, fondati nel 1937 in paesaggi pressoché integri e di singolare bellezza: il Parco nazionale Lanín, il Parco nazionale Lago Puelo, il Parco nazionale Los Alerces, il Parco nazionale Perito Moreno ed il Parco nazionale Los Glaciares.
Solo a partire dalla prima metà degli anni 1940 l'interesse turistico, che portò alla creazione di villaggi in molte zone vicine ai parchi, stimolò anche le ricerche scientifiche, le cui priorità furono gli studi della vegetazione. L'importanza di questi apporti allo sviluppo delle scienze naturali nel Paese fu il motivo che portò all'istituzione di nuovi parchi pensati al fine di far conoscere la biodiversità del territorio nazionale. Furono quindi istituiti il Parco nazionale Laguna Blanca nel 1940, il Parco nazionale El Rey nel 1948, il Parco nazionale Río Pilcomayo nel 1951, il Parco nazionale Chaco nel 1954 e, lo stesso anno, il Monumento naturale Bosques Petrificados.
L'attività di tutela continuò negli anni sessanta con l'istituzione del Parco nazionale Tierra del Fuego (1960) e del Parco nazionale El Palmar (1966). Nel 1967 la decisione di fornire una base scientifica alla struttura dei parchi nazionali portò alla creazione della Escuela de Guardaparques Bernabé Méndez presso le strutture del Parco nazionale Nahuel Huapi, la prima istituzione destinata alla formazione dei guardaparchi di tutta l'America Latina. Nel 1968 fu istituita la Riserva naturale Formosa.
Il decreto legge 18.594/70 riorganizzò il sistema delle aree protette, distinguendo in modo formale in:
- parchi nazionali - aree la cui conservazione nello stato naturale è determinata dalla notevole rappresentatività fitozoogeografica e dall'interesse scientifico;
- monumenti naturali - aree, cose o specie viventi di animali o piante, il cui valore estetico, storico o scientifico ne determinano la necessità di protezione assoluta;
- riserve nazionali - aree interessanti dal punto di vista della conservazione degli ecosistemi, che non necessitano l'estensione dei vincoli di protezione speciale concessa ai parchi nazionali.

Negli anni settanta furono istituiti il Parco nazionale Los Arrayanes (1971), il Parco nazionale Baritú (1974) ed il Parco nazionale Lihué Calel (1977). L'interesse scientifico ed ecologico di quegli anni portò alla creazione di centri educativi rivolti ai visitatori delle aree protette.
L'ultima modifica della legislazione ambientale si ebbe nel 1980, con la promulgazione della legge nº 22.351 dei Parchi Nazionali, Monumenti Naturali e Riserve Nazionali. In seguito all'istituzione Parco nazionale Calilegua, avvenuta nel 1980, e del Monumento naturale Laguna de los Pozuelos, avvenuta nel 1981, il decentramento delle attività di conservazione ebbe inizio nel 1985, con il progetto della Rete Nazionale di Cooperazione Tecnica nelle Aree Protette (Red Nacional de Cooperación Técnica en Áreas Protegidas), attivata l'anno successivo. Aveva le funzioni di un ente federale di coordinazione e pianificazione funzionale della rete nazionale delle aree protette, inclusi i parchi provinciali. Con questa nuova organizzazione furono istituiti il Parco nazionale Sierras de las Quijadas ed il Parco nazionale Predelta nel 1991, il Parco nazionale Campo de Los Alisos nel 1995, il Parco nazionale Los Cardones ed il Parco nazionale Quebrada del Condorito nel 1996, il Parco nazionale Talampaya nel 1997, il Parco nazionale San Guillermo nel 1999, il Parco nazionale Mburucuyá ed il Parco nazionale Copo nel 2000. A questi si aggiunsero le riserve naturali strette, aree particolarmente importanti per l'eccezionalità degli ecosistemi, delle comunità naturali o delle specie di flora e fauna che conservano e la cui protezione si rese necessaria per tutelare i fini scientifici di interesse nazionale. Per questo motivo l'interferenza da parte dell'uomo in queste aree, istituite su terreni demaniali, è ridotta al minimo. Queste ultime sono la Riserva naturale stretta Otamendi, la Riserva naturale stretta San Antonio, la Riserva naturale stretta Colonia Benítez ed il Parco nazionale Leoncito.
Le aree sotto il controllo e la protezione dell'APN raggiungono, nel 2005, una superficie di 3.584.414 di ettari, suddivisi in 33 aree, ai quali si aggiungono quattro specie viventi dichiarate Monumenti Naturali: l'huemul andino o taruca (Hippocamelus antisensis), il giaguaro (Panthera onca), l'huemul (Hippocamelus bisulcus) e la balena franca australe (Eubalaena australis).

## Organizzazione
La sede dell'APN si trova a Buenos Aires. È suddivisa amministrativamente in sette direzioni (Affari Interni, Utilizzazione delle Risorse, Coordinamento Amministrativo, Conservazione delle Aree Protette, Risorse Umane, Amministrazione e Affari Giuridici), ed ha vari uffici dislocati in tutto il Paese.